# Saison 2012 de l'Impact de Montréal
Maillots
Chronologie
Saison précédente Saison suivante
La saison 2012 de l'Impact de Montréal est la première saison en Major League Soccer (D1 nord-américaine) de l'histoire de ce club. Il participe également au Championnat canadien qui procure une place dans la Ligue des champions de la CONCACAF.
Le club entame sa saison au Stade olympique de Montréal alors que l'on procède à l'agrandissement du Stade Saputo. Les travaux se sont terminés en juin 2012.

## Avant-saison

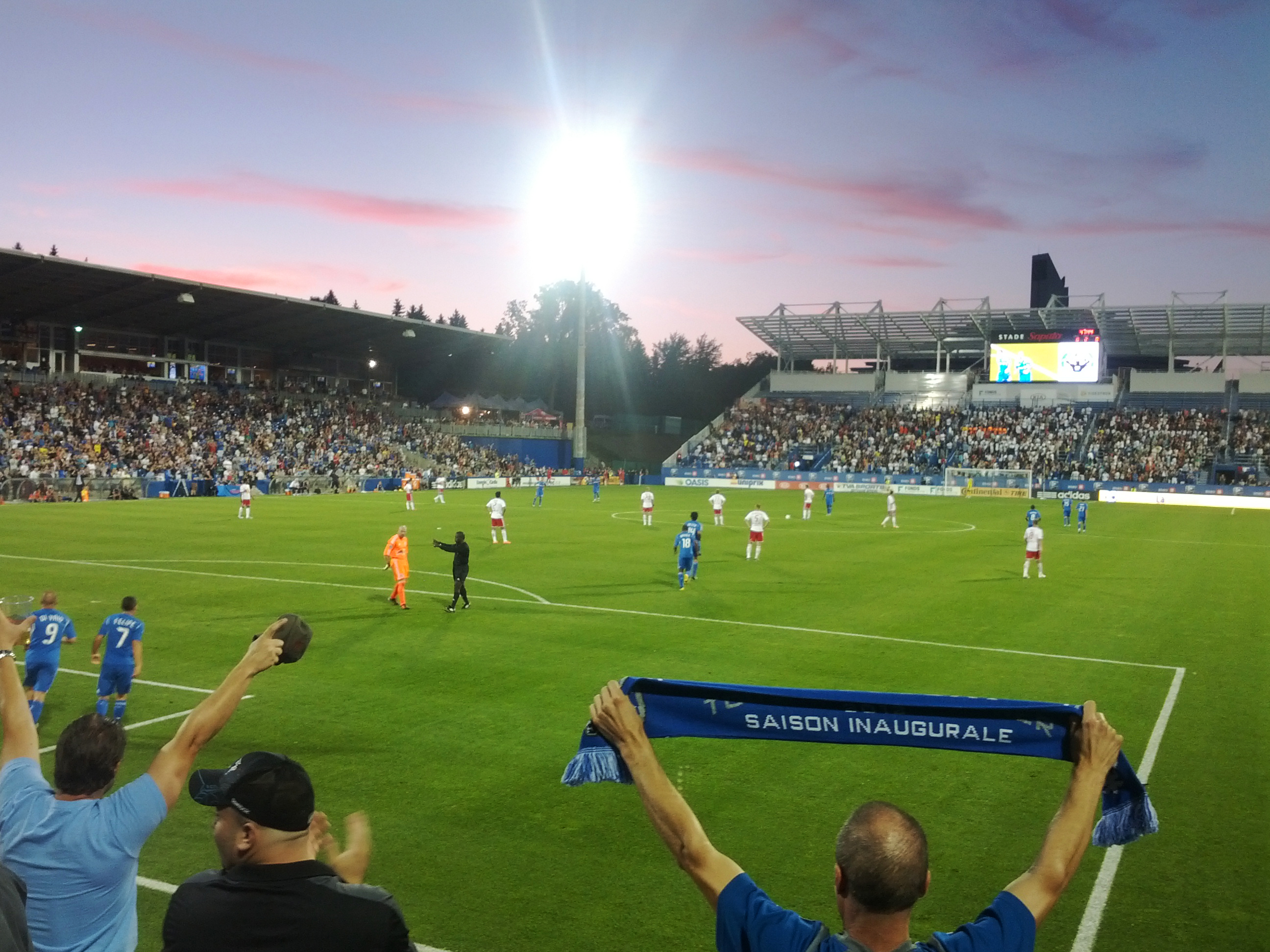
Match du 28 juillet contre New York au Stade Saputo.

### Camps d'après-saison 2011
À la suite de la non-qualification de justesse aux séries finales 2011 de la NASL, un camp d'après-saison a été organisé par l'Impact du 3 au 10 octobre afin de tester des joueurs en vue de la future saison de MLS. Alors qu'aucun joueur de la saison 2011 n'a de contrat garanti pour 2012, ce camp regroupe des joueurs du club en NASL et d'autres joueurs dont Pascal Chimbonda. Nelson Rivas est le premier joueur officiellement présenté par le club pour 2012. Il est rejoint par Hassoun Camara à l'issue du camp. À l'inverse, il est annoncé qu'Ali Gerba et Philippe Billy ne seront plus montréalais en 2012.

### Repêchage d'expansion
Le Repêchage d'expansion MLS 2011 s'est déroulé le 23 novembre 2011. À cette occasion, l'Impact sélectionna 10 joueurs parmi les 18 équipes de la MLS. Cependant, aucune équipe ne pouvait perdre plus d'un joueur lors de ce repêchage. Le 21 novembre 2011, les 18 équipes ont désigné 11 joueurs de leur effectif 2011 afin qu'ils soient protégés. Les joueurs issus du programme Génération Adidas, formés localement ou provenant de la liste "hors budget" (Off Budget) sont automatiquement exclus de ce repêchage.

### Repêchages universitaire
Lors du repêchage annuel de la MLS, le 12 janvier 2012 à Kansas City, les clubs ont sélectionné les joueurs éligibles du championnat universitaire américain, la NCAA. L'Impact, en tant que club d'expansion, a retenu en premier choix le polyvalent Andrew Wenger plutôt que le prolifique buteur jamaïcain Darren Mattocks que beaucoup imaginait comme 1er choix. Lors du second tour, c'est le milieu écossais Calum Mallace de l'université Marquette qui a été retenu. Quatre jours plus tard, lors du repêchage supplémentaire, l'impact a jeté son dévolue sur le buteur canadien Evan James, le défenseur Aaron Schoenfeld, l'attaquant Steven Miller et l'attaquant canadien Carl Haworth Enfin, l'IMFC a transféré les droits du trop gourmand Étienne Barbara aux Vancouver Whitecaps contre le défenseur mexicain Gienir Garcia, le second choix de ce repêchage supplémentaire.

### Transferts
| Date                | Nom                 | Nationalité | Poste                                           | Modalité                                                                     | Provenance/Destination      |
| Recrutement estival |                     |             |                                                 |                                                                              |                             |
| 10 août             | Jesse Marsch        | États-Unis  | Entraîneur-chef                                 | ?                                                                            | Sélection des États-Unis    |
| 3 octobre           | Nelson Rivas        | Colombie    | Défenseur central                               | 2 ans avec option                                                            | Inter Milan                 |
| 3 octobre           | Preston Burpo       | États-Unis  | Entraîneur des gardiens                         | ?                                                                            | Sélection des États-Unis    |
| 5 octobre           | Mike Sorber         | États-Unis  | Entraîneur adjoint                              | ?                                                                            | Sélection des États-Unis    |
| 11 octobre          | Hassoun Camara      | France      | Défenseur central / Milieu central              | ?                                                                            | Impact de Montréal          |
| 21 octobre          | Evan Bush           | États-Unis  | Gardien de but                                  | ?                                                                            | Impact de Montréal          |
| 1er novembre        | Siniša Ubiparipović | États-Unis  | Milieu central et droit                         | ?                                                                            | Impact de Montréal          |
| 23 novembre         | Brian Ching         | États-Unis  | Attaquant                                       | 1er choix du repêchage d'expansion                                           | Dynamo de Houston           |
| 23 novembre         | Zarek Valentin      | États-Unis  | Latéral droit                                   | 2e choix du repêchage d'expansion                                            | CD Chivas USA               |
| 23 novembre         | Justin Mapp         | États-Unis  | Milieu central, droit et gauche                 | 3e choix du repêchage d'expansion                                            | Union de Philadelphie       |
| 23 novembre         | Bobby Burling       | États-Unis  | Défenseur central / Latéral droit               | 4e choix du repêchage d'expansion                                            | Earthquakes de San José     |
| 23 novembre         | Jeb Brovsky         | États-Unis  | Milieu central / Attaquant                      | 5e choix du repêchage d'expansion                                            | Vancouver Whitecaps         |
| 23 novembre         | Collen Warner       | États-Unis  | Milieu central                                  | 6e choix du repêchage d'expansion                                            | Real Salt Lake              |
| 23 novembre         | Josh Gardner        | États-Unis  | Latéral et Milieu gauche                        | 7e choix du repêchage d'expansion                                            | Crew de Columbus            |
| 23 novembre         | Sanna Nyassi        | Gambie      | Milieu central, droit et gauche                 | 8e choix du repêchage d'expansion                                            | Rapids du Colorado          |
| 23 novembre         | Seth Sinovic        | États-Unis  | Défenseur central / Latéral gauche              | 9e choix du repêchage d'expansion                                            | Sporting de Kansas City     |
| 23 novembre         | James Riley         | États-Unis  | Défenseur                                       | 10e choix du repêchage d'expansion                                           | Sounders de Seattle         |
| 23 novembre         | Justin Braun        | États-Unis  | Attaquant                                       | Obtenu avec Gerson Mayen en retour d'une allocation monétaire et James Riley | CD Chivas USA               |
| 23 novembre         | Gerson Mayen        | États-Unis  | Latéral gauche                                  | Obtenu avec Justin Braun en retour d'une allocation monétaire et James Riley | CD Chivas USA               |
| 23 novembre         | Tyson Wahl          | États-Unis  | Défenseur central / Latéral gauche              | Obtenu en retour d'une allocation monétaire                                  | Sounders de Seattle         |
| 25 novembre         | Bryan Arguez        | États-Unis  | Milieu central                                  | Signé selon le processus de découverte de la MLS (Discovery List)            | Strikers de Fort Lauderdale |
| 28 novembre         | Davy Arnaud         | États-Unis  | Milieu central, droit et gauche / Attaquant     | Obtenu en retour de Seth Sinovic et d'une allocation monétaire               | Sporting de Kansas City     |
| 28 novembre         | Donovan Ricketts    | Jamaïque    | Gardien                                         | Obtenu en retour d'une allocation monétaire                                  | Galaxy de Los Angeles       |
| 29 novembre         | Adam Rotchstein     | États-Unis  | Préparateur physique                            | ?                                                                            | Athletes' Performance (en)  |
| 5 décembre          | Ian Westlake        | Angleterre  | Milieu central et gauche                        | ?                                                                            | Impact de Montréal          |
| 7 décembre          | Miguel Montaño (en) | Colombie    | Attaquant                                       | ?                                                                            | Impact de Montréal          |
| 9 décembre          | Greg Sutton         | Canada      | Gardien de but                                  | ?                                                                            | Impact de Montréal          |
| 19 décembre         | Patrice Bernier     | Canada      | Milieu central                                  | ?                                                                            | Lyngby BK                   |
| 21 décembre         | Felipe              | Brésil      | Milieu offensif                                 | ?                                                                            | FC Lugano                   |
| 7 janvier           | Denis Hamlett       | Costa Rica  | Entraîneur adjoint                              | ?                                                                            | Vancouver Whitecaps         |
| 12 janvier          | Andrew Wenger       | États-Unis  | Défenseur central / Milieu défensif / Attaquant | 1er choix de MLS SuperDraft                                                  | Duke Blue Devils            |
| 12 janvier          | Calum Mallace       | Écosse      | Milieu défensif                                 | 20e choix de MLS SuperDraft                                                  | Marquette Golden Eagles     |
| 17 janvier          | Evan James          | Canada      | Milieu défensif                                 | 1er choix de MLS Supplemental Draft                                          | UNC Charlotte (en)          |
| 17 janvier          | Aaron Schoenfeld    | États-Unis  | Attaquant                                       | 20e choix de MLS Supplemental Draft                                          | East Tennessee St.          |
| 17 janvier          | Steven Miller (en)  | États-Unis  | Attaquant                                       | 39e choix de MLS Supplemental Draft                                          | Université Colgate          |
| 17 janvier          | Carl Haworth        | Canada      | Attaquant                                       | 58e choix de MLS Supplemental Draft                                          | Université de Niagara       |
| 17 janvier          | Gienir Garcia (en)  | Mexique     | Défenseur gauche                                | En retour des droits sur Etienne Barbara                                     | Vancouver Whitecaps         |
| 20 janvier          | Shavar Thomas       | Jamaïque    | Défenseur central                               | ?                                                                            | CD Chivas USA               |
| 14 février          | Matteo Ferrari      | Italie      | Défenseur central                               | ?                                                                            | Beşiktaş JK                 |
| 17 février          | Eddie Johnson       | États-Unis  | Buteur                                          | Repêché dans le cadre du allocation ranking pour les internationaux US       | CF Puebla                   |
| 17 février          | Mike Fucito         | États-Unis  | Attaquant                                       | Échangé avec Lamar Neagle contre Eddie Johnson                               | Sounders de Seattle         |
| 17 février          | Lamar Neagle        | États-Unis  | Milieu de terrain                               | Échangé avec Mike Fucito contre Eddie Johnson                                | Sounders de Seattle         |
| 21 février          | Eduardo Sebrango    | Cuba        | Attaquant                                       | ?                                                                            | Impact de Montréal          |
| 15 mars             | Bernardo Corradi    | Italie      | Attaquant                                       | ?                                                                            | Udinese                     |
| 5 juin              | Karl Ouimette       | Canada      | Défenseur                                       | Premier contrat pro (Home Grown Player)                                      | formé à l'académie          |
| 27 juin             | Marco Di Vaio       | Italie      | Attaquant                                       | Contrat de joueur désigné (18 mois)                                          | Bologne FC 1909             |
| 5 juillet           | Alessandro Nesta    | Italie      | Défenseur central                               | Contrat de 18 mois                                                           | Milan AC                    |
| 11 juillet          | Dennis Iapichino    | Suisse      | Latérale gauche                                 | Contrat de 6 mois                                                            | FC Lugano                   |
| 7 août              | Troy Perkins        | États-Unis  | Gardien de but                                  | Échangé contre Donovan Ricketts                                              | Timbers de Portland         |
| 27 septembre        | Bryan Arguez        | États-Unis  | Milieu central                                  | Retour de prêt                                                               | FC Edmonton                 |
| Départs             |                     |             |                                                 |                                                                              |                             |
| 23 novembre         | James Riley         | États-Unis  | Défenseur                                       | Échangé avec une allocation monétaire contre Gerson Mayen et Justin Braun    | CD Chivas USA               |
| 28 novembre         | Seth Sinovic        | États-Unis  | Défenseur central / Latéral gauche              | Échangé avec une allocation monétaire contre Davy Arnaud                     | Sporting de Kansas City     |
| 16 février          | Brian Ching         | États-Unis  | Buteur                                          | Échangé contre un choix conditionnel de SuperDraft 2013                      | Dynamo de Houston           |
| 17 février          | Eddie Johnson       | États-Unis  | Buteur                                          | Échangé contre Mike Fucito et Lamar Neagle                                   | Sounders de Seattle         |
| 27 février          | Ian Westlake        | Angleterre  | Milieu de terrain                               | Libéré                                                                       | ?                           |
| 1er mars            | Carl Haworth        | Canada      | Attaquant                                       | Pas de contrat proposé                                                       | ?                           |
| 1er mars            | Gerson Mayen        | Salvador    | Latéral gauche                                  | Soumis au ballotage                                                          | ?                           |
| ?                   | Steven Miller (en)  | États-Unis  | Attaquant                                       | Pas de contrat proposé                                                       | ?                           |
| 23 mars             | Aaron Schoenfeld    | États-Unis  | Attaquant                                       | Pas de contrat proposé puis droits transférés contre un choix de draft       | Crew de Columbus            |
| 20 avril            | Mike Fucito         | États-Unis  | Attaquant                                       | Échangé contre un choix de draft ou une place de joueur étranger             | Timbers de Portland         |
| 25 mai              | Gienir Garcia (en)  | Mexique     | Défenseur gauche                                | Libéré                                                                       | Cruz Azul Hidalgo           |
| 6 juillet           | Bobby Burling       | États-Unis  | Défenseur                                       | Droits échangés contre une place de joueur étranger en 2013                  | CD Chivas USA               |
| 9 juillet           | Bryan Arguez        | États-Unis  | Milieu défensif                                 | Prêté jusqu'à la fin de la saison 2012                                       | FC Edmonton                 |
| 11 juillet          | Justin Braun        | États-Unis  | Buteur                                          | Échangé contre un choix conditionnel lors du SuperDraft 2014                 | Real Salt Lake              |
| 13 juillet          | Tyson Wahl          | États-Unis  | Arrière droit                                   | Échangé contre une place de joueur étranger en 2014                          | Rapids du Colorado          |
| 16 juillet          | Miguel Montaño      | Colombie    | Attaquant                                       | Prêté jusqu'à la fin de la saison en janvier 2013                            | Deportivo Cali              |
| 7 août              | Donovan Ricketts    | Jamaïque    | Gardien de but                                  | Échangé contre Troy Perkins                                                  | Timbers de Portland         |

## Présaison
La présaison de l'Impact débute dès le 15 janvier par des tests physiques, près de deux mois avant la reprise de la compétition. Elle s'appuie sur plusieurs stages de préparation sous des latitudes plus clémentes, d'abord à Guadalajara au Mexique du 18 au 29 janvier, puis à Los Angeles pour un deuxième stage du 6 au 18 février où l'Impact devrait rencontrer des équipes de MLS cette fois-ci. Un troisième déplacement se fera le 21 février à Orlando pour disputer la Walt Disney World Pro Soccer Classic. Une épreuve qui prend de l'ampleur pour sa troisième édition avec pas moins de 8 inscrites regroupées en deux groupes de 4. Outre Montréal, les autres clubs qui participeront sont Orlando City SC, Toronto FC, Dynamo de Houston, FC Dallas, Vancouver Whitecaps, Sporting de Kansas City ainsi que les Suédois du BK Häcken.

### Camp d'entrainement à Guadalajara
Ce premier camps d'entrainement regroupe un groupe élargi composé de tous les joueurs sous contrat pro, complété de 2 joueurs de l'équipe U21 (Maxime Crépeau et Mircea Ilcu), des joueurs de l'effectif 2011 en NASL qui doivent faire leurs preuves (Nevio Pizzolitto, Eduardo Sebrango, Simon Gatti, Reda Agourram) et 3 autres joueurs invités (Daniel Arcila Villa, Juan José Peña et Francisco Mendoza). À l'inverse, les fraichement repêchés Steven Miller et Carl Haworth ne sont pas du déplacement, tout comme Zarek Valentin et Andrew Wenger retenu en sélection alors que Bobby Burling n'a pas encore trouvé d'accord financier avec le club.
Pour ce second stage Valentin et Wenger rejoignent le groupe alors que Rivas et Camara sont blessés. Reda Agourram ne voit pas son essai reconduit tandis que Juan José Peña est une nouvelle fois appelé et est rejoint par deux jeunes joueurs à l'essai : l'attaquant mexicain de 18 ans Martin Galvan et le jeune milieu anglais Tom Mellor. Pour son premier match contre une équipe de MLS depuis son accession à l'élite, l'Impact s'incline 2-0 face aux anciens coéquipiers de Brian Ching et finaliste 2011, le Dynamo de Houston.
Le 14 février, l'international italien Matteo Ferrari rejoint le groupe à Carson. Quelques heures plus tard, l'Impact s'impose 3-0 face au champion MLS en titre, le LA Galaxy et David Beckham.
Le troisième et dernier stage de préparation à l'étranger est l'occasion de participer à un trophée de présaison : la Walt Disney World Pro Soccer Classic. Le groupe se précise alors que les deux anciens Nevio Pizzolitto et Simon Gatti ne sont pas rappeler contrairement à Eduardo Sebrango qui obtient un contrat. Un joueur de l'académie Karl Ouimette complète le groupe ainsi qu'un joueur à l'essai, le milieu argentin Lucas Acosta. Quelques jours plus tard, c'est l'ancien international italien Bernardo Corradi qui rejoint le groupe pour un essai.

## Major League Soccer 2012
| Match 1            | Whitecaps de Vancouver                | 2 - 0   | Impact de Montréal       | BC Place Stadium, Vancouver        |                                    |
| 10 mars 2012 18h00 | Le Toux 4e · Camilo 54e · Bonjour 58e | (1 - 0) | Felipe 19e · Bernier 28e | Spectateurs : 21,000 Arbitrage : - | Spectateurs : 21,000 Arbitrage : - |
| 10 mars 2012 18h00 | Rapport                               |         |                          | Spectateurs : 21,000 Arbitrage : - | Spectateurs : 21,000 Arbitrage : - |

| Match 2 Premier match à domicile | Impact de Montréal                   | 1 - 1   | Fire de Chicago                      | Stade olympique, Montréal                    |                                              |
| 17 mars 2012 14h00               | Arnaud 57e · Neagle 85e · Nyassi 89e | (0 - 0) | Grazzini 42e · Oduro 71e · Pardo 88e | Spectateurs : 58,912 Arbitrage : Kevin Stott | Spectateurs : 58,912 Arbitrage : Kevin Stott |
| 17 mars 2012 14h00               | Rapport                              |         |                                      | Spectateurs : 58,912 Arbitrage : Kevin Stott | Spectateurs : 58,912 Arbitrage : Kevin Stott |

| Match 3            | Crew de Columbus                                           | 2 - 0   | Impact de Montréal                                  | Columbus Crew Stadium, Colombus              |                                              |
| 24 mars 2012 16h06 | Mirosevic 30e (pen.) · Vargas 67e · Urso 69e · Francis 85e | (1 - 0) | Brovsky 20e · Nyassi 29e · Gardner 35e · Warner 53e | Spectateurs : 18,197 Arbitrage : Mark Geiger | Spectateurs : 18,197 Arbitrage : Mark Geiger |

| Match 4            | Red Bulls de New York                                                                   | 5 - 2   | Impact de Montréal                  | Red Bull Arena, Harrison                         |                                                  |
| 31 mars 2012 16h10 | Henry 28e · Cooper 45+3e (pen.) · Henry 57e · Ballouchy 72e · Ballouchy 77e · Henry 89e | (2 - 2) | Nyassi 18e · Mapp 38e · Corradi 41e | Spectateurs : 13,415 Arbitrage : Michael Kennedy | Spectateurs : 13,415 Arbitrage : Michael Kennedy |

| Match 5            | Real Salt Lake       | 1 - 0   | Impact de Montréal | Rio Tinto Stadium, Sandy           |                                    |
| 4 avril 2012 21h00 | Paulo Jr. 13e (pen.) | (1 - 0) | Felipe 80e         | Spectateurs : 20,191 Arbitrage : - | Spectateurs : 20,191 Arbitrage : - |
| 4 avril 2012 21h00 | Rapport              |         |                    | Spectateurs : 20,191 Arbitrage : - | Spectateurs : 20,191 Arbitrage : - |

| Match 6            | Impact de Montréal                                       | 2 - 1   | Toronto FC                                                              | Stade olympique, Montréal                        |                                                  |
| 7 avril 2012 12h10 | Ubiparipovic 18e · Corradi 26e · Wenger 81e · Nyassi 82e | (1 - 0) | Eckersley 29e · Harden 47e · de Guzmán 59e · Emory 65e · Koevermans 88e | Spectateurs : 23,120 Arbitrage : Hilario Grajeda | Spectateurs : 23,120 Arbitrage : Hilario Grajeda |

| Match 7             | FC Dallas                           | 2 - 1   | Impact de Montréal                                       | FC Dallas Stadium, Frisco                        |                                                  |
| 14 avril 2012 20h30 | Castillo 28e · Pérez 77e · Shea 88e | (0 - 0) | Corradi 18e · Felipe 22e · Wahl 46e · Corradi 61e (pen.) | Spectateurs : 16,164 Arbitrage : Ramón Hernández | Spectateurs : 16,164 Arbitrage : Ramón Hernández |
| 14 avril 2012 20h30 | Rapport                             |         |                                                          | Spectateurs : 16,164 Arbitrage : Ramón Hernández | Spectateurs : 16,164 Arbitrage : Ramón Hernández |

| Match 8             | D.C. United              | 1 - 1   | Impact de Montréal     | RFK Stadium, Washington                          |                                                  |
| 18 avril 2012 19h40 | Santos 72e · Pontius 79e | (0 - 0) | Corradi 68e · Wahl 74e | Spectateurs : 10,135 Arbitrage : Silviu Petrescu | Spectateurs : 10,135 Arbitrage : Silviu Petrescu |
| 18 avril 2012 19h40 | Rapport                  |         |                        | Spectateurs : 10,135 Arbitrage : Silviu Petrescu | Spectateurs : 10,135 Arbitrage : Silviu Petrescu |

| Match 9             | Impact de Montréal                                 | 2 - 0   | Timbers de Portland | Stade olympique, Montréal                       |                                                 |
| 28 avril 2012 14h10 | Nyassi 68e · Corradi 78e (pen.) · Ubiparipovic 84e | (0 - 0) | Boyd 77e            | Spectateurs : 19,223 Arbitrage : Jorge Gonzalez | Spectateurs : 19,223 Arbitrage : Jorge Gonzalez |
| 28 avril 2012 14h10 | Rapport                                            |         |                     | Spectateurs : 19,223 Arbitrage : Jorge Gonzalez | Spectateurs : 19,223 Arbitrage : Jorge Gonzalez |

| Match 10            | Sporting de Kansas City | 0 - 2   | Impact de Montréal                                                                      | Livestrong Sporting Park, Kansas City        |                                              |
| 18 avril 2012 20h38 | César 35e               | (0 - 1) | Felipe 30e · Rivas 36e · Bernier 45e · Ubiparipovic 53e · Bernier 64e (pen.) · Wahl 77e | Spectateurs : 20,404 Arbitrage : Juan Guzmán | Spectateurs : 20,404 Arbitrage : Juan Guzmán |
| 18 avril 2012 20h38 | Rapport                 |         |                                                                                         | Spectateurs : 20,404 Arbitrage : Juan Guzmán | Spectateurs : 20,404 Arbitrage : Juan Guzmán |

| Match 11          | Impact de Montréal      | 1 - 1   | Galaxy de Los Angeles                              | Stade olympique, Montréal                   |                                             |
| 12 mai 2012 16h10 | Arnaud 8e · Ferrari 45e | (1 - 0) | Keat 44e · Beckham 54e · Juninho 57e · Beckham 61e | Spectateurs : 60,860 Arbitrage : Jasen Anno | Spectateurs : 60,860 Arbitrage : Jasen Anno |
| 12 mai 2012 16h10 | Rapport                 |         |                                                    | Spectateurs : 60,860 Arbitrage : Jasen Anno | Spectateurs : 60,860 Arbitrage : Jasen Anno |

| Match 12          | Impact de Montréal               | 1 - 2   | Red Bulls de New York                                                     | Stade olympique, Montréal                      |                                                |
| 19 mai 2012 19h30 | Corradi 21e (pen.) · Brovsky 71e | (1 - 1) | Palsson 4e · Cooper 37e (pen.) · Palsson 58e · McCarty 65e · Richards 67e | Spectateurs : 20,373 Arbitrage : Ismail Elfath | Spectateurs : 20,373 Arbitrage : Ismail Elfath |
| 19 mai 2012 19h30 | Rapport                          |         |                                                                           | Spectateurs : 20,373 Arbitrage : Ismail Elfath | Spectateurs : 20,373 Arbitrage : Ismail Elfath |

| Match 13          | Sporting de Kansas City                                                                               | 3 - 2   | Impact de Montréal                    | Dick's Sporting Goods Park, Denver             |                                                |
| 26 mai 2012 21h00 | Larentowicz 18e · Moor 39e · Rivero 41e · Marshall 51e · Thompson 56e · Marshall 61e · Castrillon 83e | (2 - 1) | Bernier 14e · Arnaud 35e · Wenger 47e | Spectateurs : 17,877 Arbitrage : Mark Kadlecik | Spectateurs : 17,877 Arbitrage : Mark Kadlecik |
| 26 mai 2012 21h00 | Rapport                                                                                               |         |                                       | Spectateurs : 17,877 Arbitrage : Mark Kadlecik | Spectateurs : 17,877 Arbitrage : Mark Kadlecik |

| Match 14           | Impact de Montréal                                                       | 4 - 1   | Sounders de Seattle                                               | Stade Saputo, Montréal                       |                                              |
| 16 juin 2012 19h45 | Felipe 18e · Mapp 52e · Wenger 58e · Thomas 80e · Rivas 85e · Neagle 87e | (1 - 0) | Parke 22e · Hurtado 56e · Johnson 61e · Johnson 70e · Montero 77e | Spectateurs : 17,112 Arbitrage : Mark Geiger | Spectateurs : 17,112 Arbitrage : Mark Geiger |
| 16 juin 2012 19h45 | Rapport                                                                  |         |                                                                   | Spectateurs : 17,112 Arbitrage : Mark Geiger | Spectateurs : 17,112 Arbitrage : Mark Geiger |

| Match 16           | Impact de Montréal                                                                 | 4 - 2   | Dynamo de Houston                                            | Stade Saputo, Montréal                              |                                                     |
| 23 juin 2012 19h40 | Nyassi 4e · Arnaud 21e · Camara 60e · Bernier 68e (pen.) · Arnaud 72e · Felipe 90e | (2 - 2) | Davis 16e · Clark 40e · Bruin 45e · Boswell 69e · Moffat 73e | Spectateurs : 12,357 Arbitrage : José Carlos Rivero | Spectateurs : 12,357 Arbitrage : José Carlos Rivero |
| 23 juin 2012 19h40 | Rapport                                                                            |         |                                                              | Spectateurs : 12,357 Arbitrage : José Carlos Rivero | Spectateurs : 12,357 Arbitrage : José Carlos Rivero |

| Match 17           | Impact de Montréal                      | 0 - 3   | Toronto FC                                | Stade Saputo, Montréal                       |                                              |
| 27 juin 2012 19h40 | Camara 27e · Nyassi 85e · Bernier 90+4e | (0 - 0) | Frings 52e · Johnson 72e · Koevermans 78e | Spectateurs : 14,412 Arbitrage : Kevin Stott | Spectateurs : 14,412 Arbitrage : Kevin Stott |
| 27 juin 2012 19h40 | Rapport                                 |         |                                           | Spectateurs : 14,412 Arbitrage : Kevin Stott | Spectateurs : 14,412 Arbitrage : Kevin Stott |

| Match 18           | D.C. United                              | 3 - 0   | Impact de Montréal                     | RFK Stadium, Washington                    |                                            |
| 30 juin 2012 19h38 | Pontius 46e · Russell 50e · Salihi 90+1e | (1 - 0) | Warner 48e · Arnaud 84e · Valentin 89e | Spectateurs : 18,302 Arbitrage : Paul Ward | Spectateurs : 18,302 Arbitrage : Paul Ward |
| 30 juin 2012 19h38 | Rapport                                  |         |                                        | Spectateurs : 18,302 Arbitrage : Paul Ward | Spectateurs : 18,302 Arbitrage : Paul Ward |

| Match 19             | Impact de Montréal                                 | 1 - 3   | Sporting de Kansas City                                                     | Stade Saputo, Montréal                        |                                               |
| 4 juillet 2012 19h10 | Felipe 36e · Bernier 49e · Warner 67e · Arnaud 70e | (0 - 0) | Zusi 16e · Kamara 57e (pen.) · Zusi 75e (pen.) · Joseph 82e · Sinovic 90+1e | Spectateurs : 12,085 Arbitrage : Sorin Stoica | Spectateurs : 12,085 Arbitrage : Sorin Stoica |
| 4 juillet 2012 19h10 | Rapport                                            |         |                                                                             | Spectateurs : 12,085 Arbitrage : Sorin Stoica | Spectateurs : 12,085 Arbitrage : Sorin Stoica |

| Match 20             | Impact de Montréal                                          | 2 - 1   | Crew de Columbus                                       | Stade Saputo, Montréal                            |                                                   |
| 8 juillet 2012 19h39 | Nyassi 45e · Warner 69e · Valentin 79e · Bernier 89e (pen.) | (0 - 0) | Vuković 3e · Tchani 39e · Mirovesic 64e · Rentería 69e | Spectateurs : 15,118 Arbitrage : Matthew Foerster | Spectateurs : 15,118 Arbitrage : Matthew Foerster |
| 8 juillet 2012 19h39 | Rapport                                                     |         |                                                        | Spectateurs : 15,118 Arbitrage : Matthew Foerster | Spectateurs : 15,118 Arbitrage : Matthew Foerster |

| Match 21              | Union de Philadelphie                  | 2 - 1   | Impact de Montréal | PPL Park, Chester                            |                                              |
| 14 juillet 2012 19h10 | McInerney 61e · Pajoy 82e · Valdés 90e | (0 - 0) | Daniel 89e (csc)   | Spectateurs : 18,544 Arbitrage : Juan Guzmán | Spectateurs : 18,544 Arbitrage : Juan Guzmán |
| 14 juillet 2012 19h10 | Rapport                                |         |                    | Spectateurs : 18,544 Arbitrage : Juan Guzmán | Spectateurs : 18,544 Arbitrage : Juan Guzmán |

| Match 22              | Impact de Montréal              | 2 - 1   | Revolution de la Nouvelle-Angleterre | Stade Saputo, Montréal                         |                                                |
| 18 juillet 2012 20h05 | Bernier 28e (pen.) · Nyassi 68e | (1 - 1) | Nguyen 39e · Nguyen 44e              | Spectateurs : 15,615 Arbitrage : Fotis Bazakos | Spectateurs : 15,615 Arbitrage : Fotis Bazakos |
| 18 juillet 2012 20h05 | Rapport                         |         |                                      | Spectateurs : 15,615 Arbitrage : Fotis Bazakos | Spectateurs : 15,615 Arbitrage : Fotis Bazakos |

| Match 23              | Dynamo de Houston                    | 3 - 0   | Impact de Montréal         | BBVA Compass Stadium, Houston                 |                                               |
| 21 juillet 2012 20h30 | Kandji 7e · Boswell 84e · Kandji 89e | (1 - 0) | Thomas 67e · Iapichino 74e | Spectateurs : 20,396 Arbitrage : David Gantar | Spectateurs : 20,396 Arbitrage : David Gantar |
| 21 juillet 2012 20h30 | Rapport                              |         |                            | Spectateurs : 20,396 Arbitrage : David Gantar | Spectateurs : 20,396 Arbitrage : David Gantar |

| Match 24              | Impact de Montréal                                                | 3 - 1   | Red Bulls de New York                            | Stade Saputo, Montréal                         |                                                |
| 28 juillet 2012 19h40 | Bernier 27e · Di Vaio 48e · Arnaud 50e · Di Vaio 71e · Nyassi 74e | (0 - 0) | Henry 56e · Miller 71e · Henry 73e · McCarty 83e | Spectateurs : 19,441 Arbitrage : Abbey Okujala | Spectateurs : 19,441 Arbitrage : Abbey Okujala |
| 28 juillet 2012 19h40 | Rapport                                                           |         |                                                  | Spectateurs : 19,441 Arbitrage : Abbey Okujala | Spectateurs : 19,441 Arbitrage : Abbey Okujala |

| Match 25          | Impact de Montréal                                | 2 - 0   | Union de Philadelphie     | Stade Saputo, Montréal                         |                                                |
| 4 août 2012 19h38 | Wenger 44e · Ferrari 65e · Rivas 68e · Felipe 80e | (1 - 0) | McInerney 69e · Gómez 89e | Spectateurs : 18,535 Arbitrage : Ismail Elfath | Spectateurs : 18,535 Arbitrage : Ismail Elfath |
| 4 août 2012 19h38 | Rapport                                           |         |                           | Spectateurs : 18,535 Arbitrage : Ismail Elfath | Spectateurs : 18,535 Arbitrage : Ismail Elfath |

| Match 26           | Revolution de la Nouvelle-Angleterre | 0 - 1   | Impact de Montréal                                   | Gillette Stadium, Foxborough                   |                                                |
| 12 août 2012 19h00 | Soares 77e                           | (0 - 0) | Bernier 7e · Nyassi 61e · Nyassi 86e · Iapichino 90e | Spectateurs : 12,857 Arbitrage : Allen Chapman | Spectateurs : 12,857 Arbitrage : Allen Chapman |
| 12 août 2012 19h00 | Rapport                              |         |                                                      | Spectateurs : 12,857 Arbitrage : Allen Chapman | Spectateurs : 12,857 Arbitrage : Allen Chapman |

| Match 27           | Impact de Montréal                                         | 3 - 1   | Earthquakes de San José                                               | Stade Saputo, Montréal                              |                                                     |
| 18 août 2012 19h40 | Camara 21e · Di Vaio 25e · Neagle 64e · Bernier 72e (pen.) | (1 - 1) | Lenhart 21e · Wondolowski 23e (pen.) · Beitashour 53e · Hernández 71e | Spectateurs : 19,441 Arbitrage : Armando Villarreal | Spectateurs : 19,441 Arbitrage : Armando Villarreal |
| 18 août 2012 19h40 | Rapport                                                    |         |                                                                       | Spectateurs : 19,441 Arbitrage : Armando Villarreal | Spectateurs : 19,441 Arbitrage : Armando Villarreal |

| Match 28           | Impact de Montréal                               | 3 - 0   | D.C. United  | Stade Saputo, Montréal                            |                                                   |
| 25 août 2012 16h40 | Di Vaio 24e · Bernier 50e (pen.) · Bernier 90+2e | (1 - 0) | McDonald 49e | Spectateurs : 20,011 Arbitrage : Matthew Foerster | Spectateurs : 20,011 Arbitrage : Matthew Foerster |
| 25 août 2012 16h40 | Rapport                                          |         |              | Spectateurs : 20,011 Arbitrage : Matthew Foerster | Spectateurs : 20,011 Arbitrage : Matthew Foerster |

| Match 29                 | Crew de Columbus                             | 2 - 1   | Impact de Montréal       | Columbus Crew Stadium, Colombus              |                                              |
| 1er septembre 2012 19h30 | O'Rourke 18e · Marshall 80e · Rentería 90+3e | (0 - 0) | Warner 24e · Di Vaio 73e | Spectateurs : 12,522 Arbitrage : Chris Penso | Spectateurs : 12,522 Arbitrage : Chris Penso |
| 1er septembre 2012 19h30 | Rapport                                      |         |                          | Spectateurs : 12,522 Arbitrage : Chris Penso | Spectateurs : 12,522 Arbitrage : Chris Penso |

| Match 30                | Fire de Chicago                                       | 3 - 1   | Impact de Montréal | Toyota Park, Bridgeview, Illinois          |                                            |
| 15 septembre 2012 20h30 | MacDonald 34e · Gargan 47e · Alex 61e · Fernández 80e | (1 - 1) | Di Vaio 20e        | Spectateurs : 17,691 Arbitrage : Paul Ward | Spectateurs : 17,691 Arbitrage : Paul Ward |
| 15 septembre 2012 20h30 | Rapport                                               |         |                    | Spectateurs : 17,691 Arbitrage : Paul Ward | Spectateurs : 17,691 Arbitrage : Paul Ward |

| Match 31                | Impact de Montréal      | 0 - 0   | Sporting de Kansas City               | Stade Saputo, Montréal                          |                                                 |
| 22 septembre 2012 13h00 | Warner 55e · Arnaud 77e | (0 - 0) | César 58e · Peterson 89e · Joseph 93e | Spectateurs : 20,521 Arbitrage : Jorge Gonzalez | Spectateurs : 20,521 Arbitrage : Jorge Gonzalez |
| 22 septembre 2012 13h00 | Rapport                 |         |                                       | Spectateurs : 20,521 Arbitrage : Jorge Gonzalez | Spectateurs : 20,521 Arbitrage : Jorge Gonzalez |

| Match 32             | Dynamo de Houston | 1 - 1   | Impact de Montréal                  | BBVA Compass Stadium, Houston                |                                              |
| 6 octobre 2012 20h30 | Bruin 44e         | (1 - 0) | Nyassi 65e 66e · Matteo Ferrari 71e | Spectateurs : 21,178 Arbitrage : Chris Penso | Spectateurs : 21,178 Arbitrage : Chris Penso |
| 6 octobre 2012 20h30 | Rapport           |         |                                     | Spectateurs : 21,178 Arbitrage : Chris Penso | Spectateurs : 21,178 Arbitrage : Chris Penso |

| Match 33              | Toronto FC   | 0 - 0   | Impact de Montréal                   | BMO Field, Toronto                                  |                                                     |
| 20 octobre 2012 20h30 | Dunfield 39e | (0 - 0) | Arnaud 28e · Camara 73e · Nyassi 87e | Spectateurs : 16,151 Arbitrage : Jose Carlos Rivero | Spectateurs : 16,151 Arbitrage : Jose Carlos Rivero |
| 20 octobre 2012 20h30 | Rapport      |         |                                      | Spectateurs : 16,151 Arbitrage : Jose Carlos Rivero | Spectateurs : 16,151 Arbitrage : Jose Carlos Rivero |

| Match 34              | Impact de Montréal | 0 - 1   | Revolution de la Nouvelle-Angleterre | Stade Saputo, Montréal                          |                                                 |
| 27 octobre 2012 14h00 |                    | (0 - 0) | Soares 88e                           | Spectateurs : 19,988 Arbitrage : Jorge Gonzalez | Spectateurs : 19,988 Arbitrage : Jorge Gonzalez |
| 27 octobre 2012 14h00 | Rapport            |         |                                      | Spectateurs : 19,988 Arbitrage : Jorge Gonzalez | Spectateurs : 19,988 Arbitrage : Jorge Gonzalez |

### Championnat canadien de soccer 2012

#### 1ertour
| 2 mai 2012 | Impact de Montréal | 0 - 0 | Toronto FC | Stade olympique, Montréal |                      |
| 20h00      |                    |       | Silva 90e  | Spectateurs : 13,405      | Spectateurs : 13,405 |
| 20h00      | Rapport            |       |            | Spectateurs : 13,405      | Spectateurs : 13,405 |

| 9 mai 2012 | Toronto FC                                        | 2 – 0 | Impact de Montréal | BMO Field, Toronto                           |                                              |
| 20h00      | Lambe 2e · Eckersley 17e · Johnson 38e · Cann 41e |       | Nyassi 23e         | Spectateurs : 15 016 Arbitrage : Dave Gantar | Spectateurs : 15 016 Arbitrage : Dave Gantar |
| 20h00      | Rapport                                           |       |                    | Spectateurs : 15 016 Arbitrage : Dave Gantar | Spectateurs : 15 016 Arbitrage : Dave Gantar |

### Match amical en cours de saison
| Match amical          | Impact de Montréal                        | 1 - 1           | Olympique lyonnais                        | Stade Saputo, Montréal |                      |
| 24 juillet 2012 19h30 | Nesta 22e · Wenger 39e                    | (1 - 1)         | Pied 28e · Cissokho 87e                   | Spectateurs : 19,225   | Spectateurs : 19,225 |
| 24 juillet 2012 19h30 | Rapport                                   |                 |                                           | Spectateurs : 19,225   | Spectateurs : 19,225 |
| 24 juillet 2012 19h30 | Neagle · Gardner · Ubiparipovic · Mallace | Tirs au but 2–4 | Cissokho · Koné · Fofana · Briand · Gomis | Spectateurs : 19,225   | Spectateurs : 19,225 |